# Masseler
Masseler (luxembourgeois: Maasseler) est une section de la commune luxembourgeoise de Goesdorf située dans le canton de Wiltz.
L'approvisionnement de la localité en eau potable est assuré par le château d'eau de Dahl.